# Phylloicus velteni
Phylloicus velteni là một loài Trichoptera hóa thạch trong họ Calamoceratidae.